# СШ-68

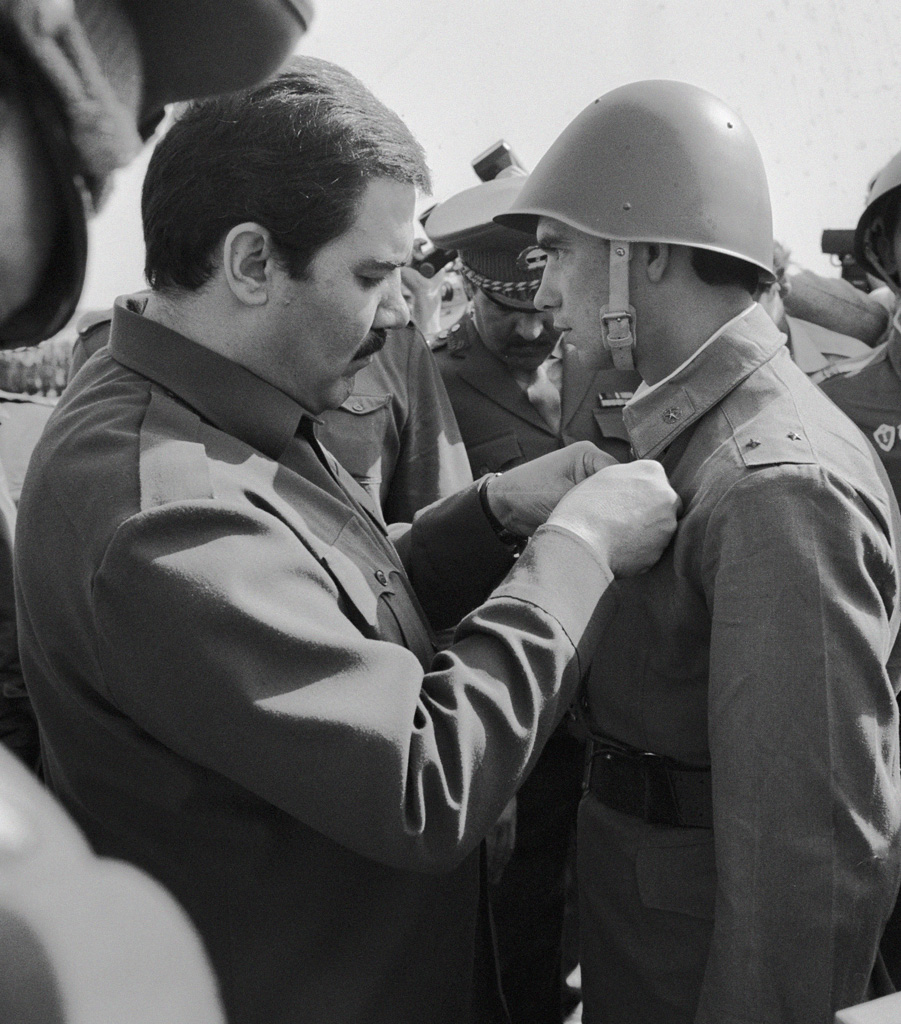
М. Наджибулла награждает советского лейтенанта в защитном шлеме СШ-68

СШ-68 (стальной шлем образца 1968 года) — дальнейшее развитие общевойскового шлема СШ-60.

## Описание
Отличается от предшествовавшей каски СШ-60 большей прочностью, большим наклоном передней (лобовой) стенки купола и укороченными бортиками, отогнутыми наружу. Подтулейное устройство осталось прежним, как не изменилось и расположение крепящих заклёпок. Окрашивался шлем в тёмно-зелёный или салатовый цвет.
Масса шлема — 1300 граммов (с дерматиновым подтулейным устройством — 1500 граммов). СШ-68 обеспечивает защиту от небаллистических ударов (холодным оружием и т. п.), а также стальных осколков массой 1,0 грамм на скорости до 250 м/с. От пуль защищает по 1-му классу защиты (по старой классификации).
Также стоит отметить массу шлемов. С 1968-1984 гг. СШ-68 выпускался весом в 1,5 кг. С 1985 г. масса уменьшилась до 1,250 кг, а с 1989 г. пряжка кожаного ремня была заменена на более надёжную. 
Производился шлем с 1968 по 1992 год.

## Варианты и модификации
- СШ-68М (индекс ГРАУ — 6Б14) — модернизация СШ-68 за счёт усиления оболочки шлема изнутри баллистической тканью (арамид), а также установки современной ременной подвесной и удерживающей систем. В результате, масса шлема увеличена до 1,9 кг. Шлем разработан ГУ НПО «Специальная техника и связь» МВД России для личного состава внутренних войск. СШ-68М обеспечивает защиту головы по 1-му классу защиты (от пуль пистолета ПМ и револьвера «наган»)[3].
- СШ-68Н «Заготовка» (индекс ГРАУ — 6Б14) — модернизация СШ-68 за счёт усиления оболочки шлема изнутри баллистической тканью (арамид), а также установки современной ременной подвесной и удерживающей систем. В результате масса шлема увеличена до 2 кг. Шлем разработан в 2004-2005 гг. НИИ стали[4] для личного состава вооруженных сил, используется МВД РФ[5]. Шлем обеспечивает защиту головы по 1-му классу защиты (от пуль пистолета ПМ и револьвера «наган»), а также от стальных осколков сферической формы массой 1,1 г (диаметр осколка 6,3 мм) при скорости до 400 м/с[6].

## Аксессуары
В комплект шлема СШ-68 дополнительно входит чехол из сетки или чехол из маскировочной ткани МПТ различных окрасок.

## Страны-эксплуатанты

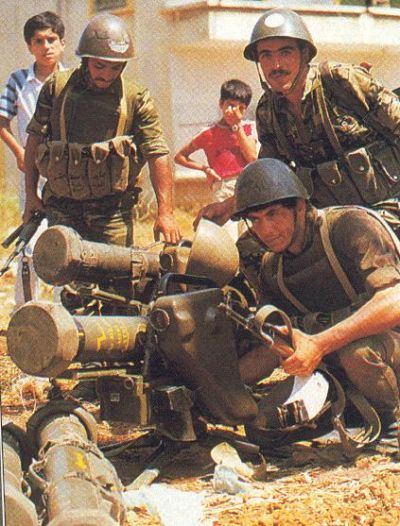
Военнослужащие сирийской армии в касках СШ-68 (1982 год)

Шлем СШ-68 состоял на вооружении вооружённых сил СССР и стран Варшавского договора, а также Вьетнама, КНР, КНДР, Индии, Сирии и других стран.
После распада СССР в 1991 году шлемы СШ-68 остались на вооружении армий стран постсоветского пространства.
В связи с появлением более совершенных шлемов СШ-68 постепенно снимается с оснащения (в вооружённых силах России постепенно заменяется на шлемы 6Б27 и 6Б47, на вооружение эстонской армии с начала 1990х годов поступили пять типов импортных касок, в вооружённые силы Грузии в середине 2000х годов начали поступать импортные каски PASGT, в вооружённые силы Украины в первом полугодии 2014 начал поступать шлем Каска-1М).
В октябре 2014 года в Армении на базе Чаренцаванского станкостроительного завода было открыто совместное армяно-польское военно-промышленное предприятие «Любава-Армения», которое должно было освоить производство касок и бронежилетов по технологиям польской компании «Lubawa S.A.» для вооружённых сил Армении, после начала второй войны в Карабахе в сентябре 2020 года для войск было закуплено дополнительное количество касок и шлемов иностранного производства, однако некоторое количество защитного снаряжения было утрачено в ходе боевых действий. В результате, даже в 2022 году количество касок нового образца было недостаточным и советские шлемы продолжали использовать.
В вооружённых силах Белоруссии в конце ноября 2014 года приняты на снабжение шлемы российского производства (ЗШ-1 и ЗШ-1-2), а в мае 2018 года на предприятии в Витебской области был освоен выпуск тканево-полимерных защитных шлемов «СКАТ-С4», но советские СШ-68 также продолжают использовать.
Тем не менее некоторое количество касок СШ-68 оставалось на складах мобилизационного резерва и в 2022 году - в феврале 2022 года их начали получать резервисты ДНР. 22 мая 2022 года были опубликованы фотоснимки с военных учений подразделений ДНР в Херсонской области (в которых участвовали резервисты в касках СШ-68 и бронежилетах 6Б5).
В 2024 году советские каски СШ-68 продолжали использоваться в тыловых учебных центрах и военных учебных заведениях.